# Ростовский канал
Ростовский канал (Ростовский распределительный канал) — канал в России, протекает в Ставропольском крае, Ростовской области и Калмыкии. Устье находится в 123 км по левому берегу реки Маныч, отделяется от Правоегорлыкского канала. Длина канала — 50 км.

## Данные водного реестра
По данным государственного водного реестра России относится к Донскому бассейновому округу, водохозяйственный участок реки — Егорлык от Новотроицкого гидроузла и до устья, речной подбассейн реки — бассейн притоков Дона ниже впадения Северского Донца. Речной бассейн реки — Дон (российская часть бассейна).
Код объекта в государственном водном реестре — 05010500522307000016782.